# Cory Monteith
Cory Allan Michael Monteith, född 11 maj 1982 i Calgary, Alberta, död 13 juli 2013 i Vancouver, British Columbia, var en kanadensisk skådespelare, mest känd i rollen som Finn Hudson i TV-serien Glee.

## Biografi
Cory Monteith inledde sin skådespelarkarriär i Vancouver. Han gjorde mindre roller i Final Destination 3, Whisper och Deck the Halls. Han hade en återkommande roll i Kyle XY och dök även upp i Smallville, Supernatural, Flash Gordon och Stargate Atlantis samt i ett avsnitt av Stargate SG-1. År 2005 var han med i Killer Bash, som handlar om en plågad tönts själ som hämnas på sin mördares barn genom att ta över en tjejs kropp. Även 2006 hade han en mindre roll i Urban Legend: Bloody Mary om en ung artist som blev mördad av Bloody Mary. År 2007 var han med i MTV-serien Kaya.
År 2009 blev Monteith uttagen till Fox-serien Glee, för rollen som Finn Hudson, en kille som går med i the Glee club och är quarterback på McKinley High School. Första gången Monteith sjöng inför en publik var på auditionen till serien, där han sjöng "Honesty" av Billy Joel. Monteith var förlovad med sin Glee-motspelare Lea Michele innan han dog den 13 juli 2013.
I april 2010 blev Monteith utvald att vara med i den kommande romantiska komedin Monte Carlo.[källa behövs][uppföljning saknas]
Den 13 juli 2013 påträffades Monteith död på sitt hotellrum i Vancouver. Den 17 juli fastslogs det av kanadensiska myndigheter att han hade avlidit av en överdos av heroin och alkohol.

## Filmografi
| År        | Titel                         | Roll                | Övrigt |
| --------- | ----------------------------- | ------------------- | --- |
| 2004      | Stargate Atlantis             | Genii Private       | Avsnitt: "The Storm" |
| 2005      | Killer Bash                   | Douglas Waylan Hart | TV-film |
| 2005      | Young Blades                  | Marcel Le Rue       | Avsnitt: "To Heir Is Human" |
| 2005      | Supernatural                  | Gary                | Avsnitt: "Wendigo" |
| 2005      | Killer Instinct               | Windsurfer Bob      | Avsnitt: "Forget Me Not" |
| 2005      | Smallville                    | Frat Cowboy         | Avsnitt: "Thirst" |
| 2006      | Bloody Mary                   | Paul Zuckerman      | |
| 2006      | Final Destination 3           | Kahill              | |
| 2006      | Deck the Halls                | Madison’s Date      | |
| 2006      | Whistler                      | Lip Ring            | Avsnitt: "The Burden of Truth" |
| 2006      | Stargate SG-1                 | Young Mitchell      | Avsnitt: "200" |
| 2006      | Kraken: Tentacles of the Deep | Michael             | TV-film |
| 2006–2007 | Kyle XY                       | Charlie Tanner      | 7 avsnitt |
| 2007      | Flash Gordon                  | Ian Finley          | Avsnitt: "Life Source" |
| 2007      | Hybrid                        | Aaron Scates        | TV-film |
| 2007      | Kaya                          | Gunnar              | 10 avsnitt |
| 2007      | White Noise 2: The Light      | Scooter Guy         | |
| 2007      | Gone                          | Davis Calder        | |
| 2007      | The Invisible                 | Jimmy               | |
| 2007      | Whisper                       | Teenage Boy         | |
| 2008      | Fear Itself                   | James               | Avsnitt: "New Year's Day" |
| 2008      | The Boy Next Door             | Jason               | TV-film |
| 2009      | Mistresses                    | Jason               | TV-film |
| 2009      | The Assistants                | Shane Baker         | Avsnitt: "Rehab", "The Star" |
| 2009–2013 | Glee                          | Finn Hudson         | Huvudroll; 81 avsnitt Teen Choice Award for Choice TV: Actor Comedy (2011) Nominerad – Teen Choice Award for Choice TV: Breakout Star Male (2009) Nominerad – People's Choice Award for Favorite TV Comedy Actor (2012) |
| 2011      | Breaking the Girl             |                     | |
| 2011      | Monte Carlo                   | Owen                | Biroll |
| 2011      | Sisters & Brothers            | Justin Montegan     | |
| 2011      | Glee: The 3D Concert Movie    | Finn Hudson         | |
| 2013      | All The Wrong Reasons         | James Ascher        | |
| 2013      | McCanick                      | Simon Weeks         | |